# Aouzou

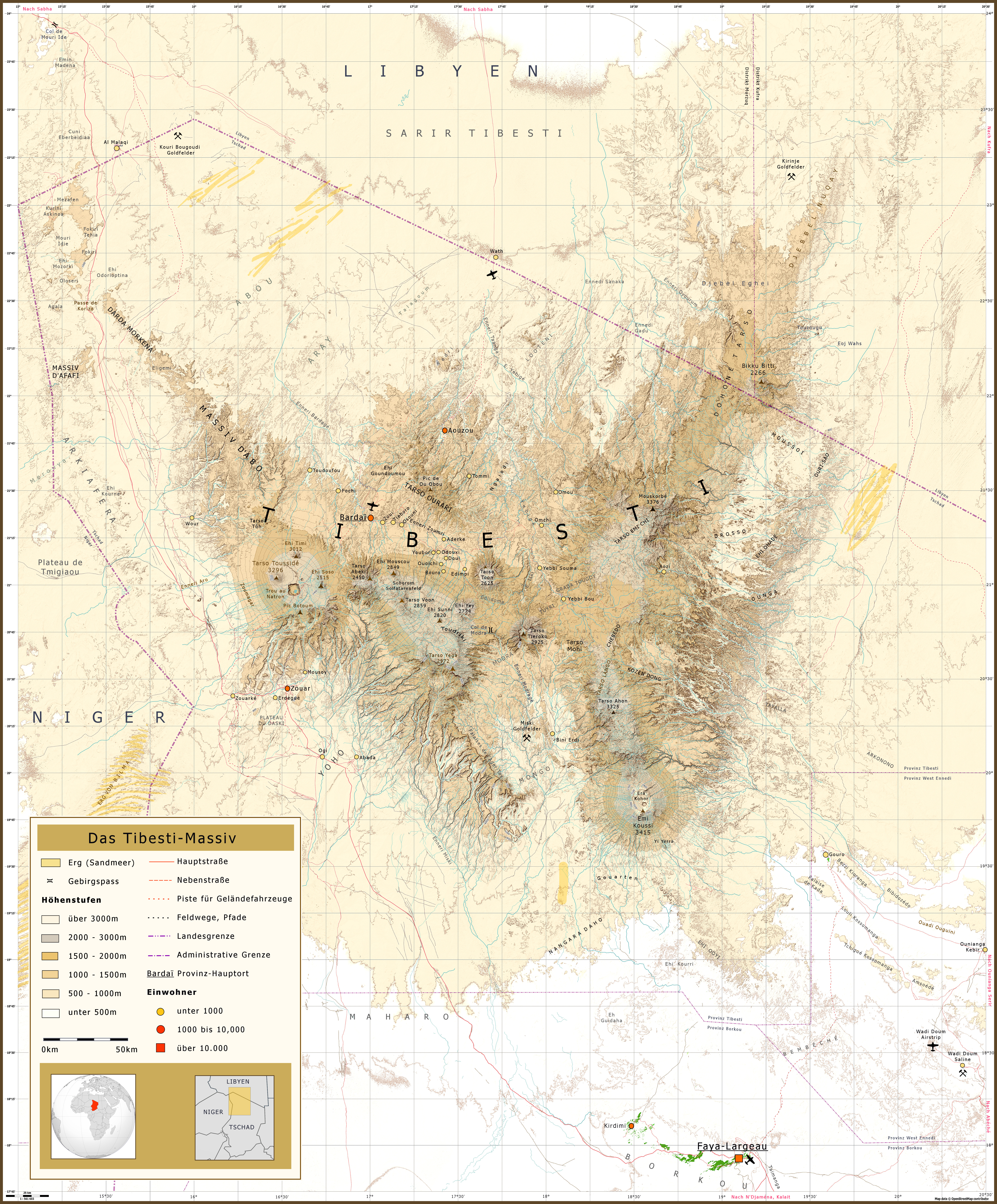
Karte des Tibesti-Massivs mit Aouzou gegen den Nordrand des Massivs

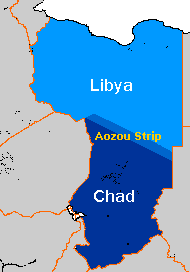
Aouzou-Streifen zwischen Libyen und Tschad

Aouzou (arabisch أوزو, DMG Aʾūzū, auch Aozou) ist eine kleine Stadt und Oase mit 1300 Einwohnern im Norden des Tschad innerhalb des Aouzou-Streifens und zugleich die nördlichste Siedlung im Tschad. Sie wurde durch den Aouzou-Konflikt (1978–1987) bekannt. Die Stadt kam mit dem Aouzou-Streifen 1994 durch eine Entscheidung des Internationalen Gerichtshofes auch de iure endgültig zum Tschad.

## Geographie
Das Gebiet um Aouzou ist die Provinz Tibesti mit insgesamt 22.000 Einwohnern. Die Provinz trägt den Beinamen „Bergland des Hungers“. Der nächste Ort ist Tommi, die nächste Siedlung von Bedeutung ist Bardaï, etwa 70 km Luftlinie in südwestlicher Richtung. Dort befindet sich auch eine Landepiste. Etwa 100 km weiter nördlich verläuft die libysche Grenze.

## Klima
Die maximalen Temperaturen liegen um die 30 °C in den Niederungen und um 20 °C in den Höhenlagen des Gebirges. In den Wintermonaten fällt diese jedoch auf ca. 12 °C in den Niederungen und 9 °C in den Höhenlagen.